# 1850年西昌地震
1850年西昌地震，是指发生在1850年9月12日（清道光三十年八月初七日）中国四川西昌的一场7.5级地震，震中位置北纬27.7°，东经102.4°。

## 记载
1850年9月12日，西昌忽然地震，地下雷鸣，阖城号呼鼎沸，城垣倒塌200余丈，满城屋宇倒塌，尽成平地，木石填塞，不辨街巷。时秋雨连月，灾后犹霪淋不止，愁云凄雨，满目荒凉，闻者心酸，见者哭泣。城内城外及各乡场受灾户27,880余家，灾民135,382口，倒塌瓦屋、草房26,106间，压毙20,652人。